# Alcázar Español
Alcázar Español va ser una sala d'espectacles ubicada al carrer de la Unió de Barcelona des de 1891 i fins al 1932. L'espai s'ubicà a l'antic Café de la calle Unión, conegut també com a Teatre de la Unión, i adoptà el nom d'Alcázar Español el 1891. L'any 1917, l'arquitecte Andreu Audet hi projectà una reforma, que no frenà la decadència del local. El mes de desembre del 1932, l'Alcázar va tancar i va esdevenir el cinema Broadway.
La programació de la sala era variada; incloïa espectacles de clown, sarsuela, mim, ball, cant flamenc, music-hall i atraccions diverses, però també teatre en català. A la fi del segle xix s'hi estrenen, entre d'altres, dos sainets de Josep Asmarats, La samatruquis i A cal callista, i l'any 1901, El llit del capità, amb «arreglo al català» de Lluís Millà. El fet que una part dels tipus d'obres que s'hi representaven era d'un caràcter «sicalíptic» marcat, gairebé pornogràfic, n'és una prova que l'any 1908 el governador civil Ángel Ossorio va decidir clausurar el local. Aquest afer fins i tot va arribar al Senat.